# Osamu Tezuka
(Osamu Tezuka)
Osamu Tezuka (手塚治虫?, Tezuka Osamu; Toyonaka, 3 novembre 1928 – Tokyo, 9 febbraio 1989) è stato un fumettista, animatore, produttore televisivo e cinematografico giapponese.
La sua prolificità e le sue tecniche e generi pionieristici gli hanno valso i soprannomi di "padre dei manga" (マンガの父?, Manga no Chichi), il "padrino dei manga" (マンガの教父?, Manga no Kyōfu) o addirittura "dio dei manga" (マンガの神様?, Manga no Kami-sama).
Uno dei tratti distintivi dell'animazione giapponese, gli "occhioni", furono inventati da Tezuka, che si basò su noti personaggi dei cartoni animati americani dell'epoca, come Betty Boop di Max Fleischer e Topolino di Walt Disney. Per avere un'idea della sua produttività, la raccolta Complete Manga Works of Tezuka Osamu (手塚治虫漫画全集?, Tezuka Osamu Manga Zenshū), pubblicata in Giappone, comprende oltre 400 volumi e più di 80.000 pagine; tuttavia la sua produzione completa è stimata comprendere oltre 700 storie e un totale di circa 170.000 tavole.
Considerato spesso il più importante fumettista e animatore giapponese della storia, è riconosciuto come il padre dello "story manga". Ha avuto un ruolo fondamentale nel campo dell'animazione giapponese, contribuendo profondamente a popolarizzarla, fondando nel 1961 lo storico studio Mushi Production e producendo la prima vera e propria serie anime della storia, Astro Boy, del 1963.
Osamu Tezuka usava, alle volte, prendere personaggi o situazioni presenti in alcune delle sue opere già realizzate, inserendole e modellandole dentro opere nuove; questa non era una pratica nuova, ma nonostante ciò tale metodo fu soprannominato "metodo Osamu Tezuka" in suo onore, che viene spesso usato da molti mangaka.

## Biografia
Tezuka nacque a Toyonaka, nella prefettura di Osaka (nella regione del Kansai), il 3 novembre del 1928, ma crebbe a Takarazuka, una cittadina della prefettura di Hyōgo, dove la famiglia si trasferì quando lui non aveva che cinque anni d'età, e dove, nel 1994, verrà poi edificato un museo in sua memoria. Era un discendente di Hattori Hanzō, celeberrimo samurai vissuto durante il periodo Sengoku (1467-1600).
Incoraggiato dai genitori sin da giovanissimo a dedicarsi all'arte del disegno, avendo sin da allora mostrato particolari inclinazioni in quell'ambito, da ragazzo lo appassionano anche il contatto con la natura e la vita combattiva degli insetti. Scriverà: «Tanto tempo fa, molti dei piccoli inferni che si svolgevano nei campi proprio vicino a casa mia mostravano la gioia del vivere, instancabilmente e nonostante tutto».
Mentre frequenta le scuole medie, è colpito da una gravissima forma di micosi a entrambe le braccia, che rischiano di dover essere amputate. Il ragazzo si sottopone a una lunga cura, e resta per molto tempo senza poter utilizzare gli arti superiori, costretto a restare fermo giorno e notte in posizione seduta, dovendo dipendere dagli altri persino per i propri bisogni corporali. Una volta guarito, sarà colpito negli anni seguenti da altre micosi, ma non altrettanto gravi. Durante la malattia, Tezuka aveva temuto di non poter mai più disegnare, e il buon esito della cura lo convince che i medici siano persone straordinarie, il che lo spinge a voler diventare anche lui medico.
Intanto infuria il secondo conflitto mondiale: il ricordo dei raid aerei e delle stragi di civili rimarrà un incubo indelebile nella memoria di Tezuka, che nelle sue opere tornerà sempre a descrivere le atrocità della guerra.

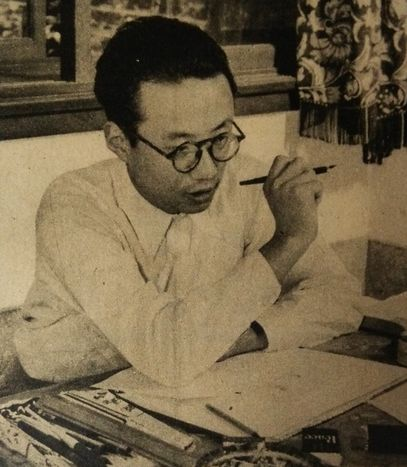
Osamu Tezuka nel 1953

Terminati gli studi scolastici, si iscrive nel 1946 alla facoltà di Medicina dell'Università di Osaka, laureandosi nel 1952. Dopo aver conseguito il titolo, si specializza nel 1961, ma non eserciterà mai il mestiere di medico. Infatti nel 1946, proprio mentre si iscriveva all'Università, esordisce, diciottenne, nel campo dei manga, grazie alla pubblicazione della serie Maa-chan no nikkichō. Il successo vero e proprio, però, arriva l'anno seguente con La nuova isola del tesoro, che lo pubblicizza agli occhi del grande pubblico giapponese, evidenziando la carica di originalità, che già le prime opere di Tezuka mostravano. Tra i tratti più interessanti ci sono l'uso innovativo delle inquadrature, quasi cinematografiche, che creano una forte dinamicità nelle tavole, ribaltando i canoni dei manga statici dell'epoca.
I lavori successivi sono dedicati alla fantascienza: Lost World - Zenseiki (1948), Metropolis (1949) e Kitaru beki sekai (1951), che registrano un boom di vendite con oltre 400 000 copie ciascuno.
Nel 1950 crea una delle sue opere più celebri, Jungle Taitei (Kimba, il leone bianco) per il mensile Manga Shonen, che anticipa in un certo senso le tematiche del film "Il re leone" della Disney (ancora oggi i sostenitori di Tezuka continuano a chiedere alla Disney il risarcimento di una cospicua cifra per plagio del soggetto).
Nel 1952 il Pinocchio di Walt Disney arriva in Giappone, Tezuka rimanendone ammaliato e affascinato decide di creare un omonimo manga (pubblicato in un unico tankōbon) che mischia il film d'animazione con il libro originale.
Il personaggio più celebre della produzione di Tezuka prende vita due anni più tardi, nel 1952: nasce così Tetsuwan Atom (Astro Boy), un personaggio che ha avuto (ed ha tutt'oggi) un successo unico ed assolutamente ineguagliabile nella storia del fumetto giapponese.
Nel 1954, sulla rivista Shojo Club, nasce Ribbon no kishi (La principessa Zaffiro), che viene oggi considerato da molti il primo shōjo (fumetto per ragazze) moderno, che avrà un seguito nel 1959 e una seconda pubblicazione rivista e corretta nel 1963.
Sempre nel 1954 ha inizio il progetto più ambizioso di Tezuka: Hi no Tori (La Fenice), definita dall'autore stesso "l'opera della vita". Si tratta di un lungo affresco che narra la storia dell'umanità e la vana ricerca dell'immortalità da parte del genere umano, simboleggiata, appunto, dalla Fenice. La serie fu interrotta, dopo tredici volumi, dalla scomparsa dell'autore nel 1989.
Presto il ruolo di mangaka non basta a Tezuka, che diventa anche animatore, dichiarando più volte che "il fumetto è la vera moglie, l'animazione l'amante". Nel 1958 collabora con la casa di produzione Toei Doga per la realizzazione del lungometraggio animato Saiyuki.

Nel giugno 1961 fonda la propria casa di produzione di anime, la Tezuka Osamu Production Doga-bu, divenuta nel 1963 la Mushi Production ("mushi" significa insetto, ed è un kanji usato spesso da Tezuka per scrivere il proprio nome).

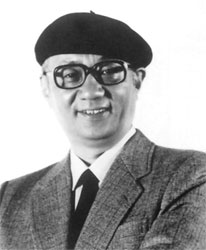
Osamu Tezuka

Nel 1963 vede la luce la serie Tetsuwan Atom (Astro Boy), prima serie animata trasmessa dalla televisione giapponese, e l'anno seguente quella di Big X. Nel 1965 Jungle Taitei ottiene un nuovo primato come prima serie animata giapponese a colori. Tra le serie più curiose tra quelle create da Tezuka spiccano Uchuu Patrol Hopper, realizzata con pupazzi animati e trasmessa tra il 1963 e il 1965, e Banpaiya (Vampire), una serie che mescola insieme disegni animati ed attori in carne ed ossa, tratta da un suo manga di successo, trasmessa nel 1968 e 1969.
Accanto alla produzione di serie commerciali, Tezuka affianca alcuni lavori più sperimentali, che sfruttano nuove tecniche di animazione non tradizionali. Tra le opere di questo tipo figurano Aru machikado no monogatari (1962), Memorii (1964), Tenrankai no E (1966) e Jumping (1984), grazie al quale vince il Grand Prix dello Zagreb International Animation Festival nel 1984; Onboro Film (1985) gli vale il Grand Prix alla prima edizione dell'Hiroshima International Animation Festival; seguono Push (1987) e Mori no densetsu (1987), che ottiene il Premio CIFEJ di nuovo allo Zagreb International Animation Festival.
Il 14 giugno 1969 esce nelle sale Sen'ya Ichiya Monogatari, tratto da Le mille e una notte, seguito dal lungometraggio Kureopatora (Cleopatra) il 15 settembre 1970): si tratta di due film erotici a disegni animati, realizzati con un nuovo tipo di grafica sperimentale, influenzata dalla cultura pop.
Nel 1971 Tezuka abbandona la Mushi, che fallisce nel 1973, per dedicarsi alla sua nuova società, la Tezuka Productions, fondata a Tokyo nello stesso anno, con cui realizza la serie Fushigi na Melmo (I bon bon magici di Lilly).
Tezuka prosegue comunque la sua prolifica e continua produzione di manga: Budda, una personale rivisitazione avventurosa della vita di Gautama Siddharta viene pubblicato tra il 1972 ed il 1983, mentre nel 1973 dà inizio a Black Jack, una serie molto lunga, composta da 25 volumi per più di 5'000 tavole, dedicata alle avventure di un abilissimo medico senza licenza, apparentemente avido e cinico, in realtà una figura tragica e umana.
Negli anni ottanta continua a sfornare albi di successo senza sosta. L'opera più significativa di questo decennio è il dramma storico Adolf ni tsugu (La storia dei tre Adolf), ambientato durante la seconda guerra mondiale e pubblicato tra il 1983 ed il 1985 su Shukan bunshun, vincitrice del Kodansha Manga Award nel 1986. Nel 1984 scrisse e produsse Bagi, anime di protesta contro la legge a favore della manipolazione genetica promulgata dal governo giapponese lo stesso anno.
Tezuka continuò a disegnare fino a che si spense il 9 febbraio 1989, all'età di 60 anni, per via di un cancro allo stomaco. I dottori non comunicarono al paziente la sua malattia e Tezuka pretese di continuare a disegnare fino agli ultimi istanti di vita: la moglie ha dichiarato che le ultime parole del marito sono state «Vi prego, lasciatemi lavorare!» (頼むから仕事をさせてくれ?, Tanomu Kara shigoto wo sasetekure). Si può visitare la sua tomba nel cimitero del tempio Souzenji (總禅寺?), a Tokyo.
La morte di Tezuka ha lasciato incompiute le due serie Ludwig B. (1987) e Neo Faust (1988). Poco prima della sua morte, più volte alcuni importanti giornali giapponesi hanno portato avanti una campagna a favore dell'assegnazione a Osamu Tezuka del premio Nobel per la Letteratura. Nel 1994 la città di Takarazuka ha aperto un museo in sua memoria, e nel 1997 il governo giapponese gli ha dedicato una serie di francobolli.

## Carriera come fumettista
Osamu Tezuka è stato uno dei fumettisti più prolifici della storia, scrivendo e disegnando più di 700 manga, per un totale di oltre 150.000 pagine di fumetto. Il suo primo manga, mai pubblicato in Italia, fu Maa-chan no nikkichō del 1946.
La prima opera importante, che lo lanciò al successo, fu La nuova isola del tesoro del 1947 che viene pubblicata per la prima volta in Italia da Rizzoli il 30 aprile 2018, seguita l'anno dopo da Lost World - Zenseiki, mentre nel 1949, uscì Metropolis, che costituì un altro grande successo, e rimane oggi tra le opere più famose di Tezuka.

### Kimba, il leone bianco
Nel 1950, Osamu Tezuka creò Kimba, il leone bianco, una tra le serie cardine della sua produzione. Il manga fu pubblicato dal 1950 al 1954, in Giappone, sulla rivista Manga Shonen, ottenendo un grandissimo successo. Nel 1965, il fumetto divenne la prima serie animata a colori della storia dell'animazione giapponese, nonché primo anime ad avere animali umanizzati nel ruolo di protagonisti.
La serie animata conobbe successo anche in Italia, trovando una prima diffusione al cinema, nel 1966, e successivamente approdò in televisione, nel 1977. Nel 1989, dall'anime fu tratto un remake, dal titolo Una giungla di avventure per Kimba. Nel 1997, uscì un lungometraggio ispirato alla serie, dal titolo Kimba - La leggenda del leone bianco.
Kimba, il leone bianco fu un manga molto importante per Tezuka. Contribuì enormemente al suo successo come autore di fumetti e fu un'opera di importante influenza per la storia del fumetto giapponese e per l'animazione in generale. Nel 1994, l'uscita del lungometraggio animato Il re leone della Disney scatenò le ire di molti fan di Tezuka in Giappone e negli Stati Uniti, che accusarono la Disney di aver plagiato i personaggi creati dal fumettista. Il fatto suscitò varie polemiche.

### Astro Boy
Nel 1951, Osamu Tezuka creò una breve serie, dal titolo Atom Taishi, dalla quale ebbe origine, successivamente, il manga Astro Boy, considerato uno dei suoi massimi capolavori, nonché la sua opera più famosa ed uno dei più importanti e influenti manga della storia del fumetto giapponese. Una versione prototipo di Atom, il ragazzo robot protagonista di Astro Boy, detenne infatti, nella serie Atom Taishi, la sua prima apparizione.
La vicenda di Astro Boy prende il via da un tragico incidente: un bambino di nome Tobio, amato figlio di un professore e a capo del Ministero della Scienza, muore in un incidente stradale.
Il padre costruisce allora un robot con le sembianze del figlio morto, per rimpiazzarlo. Ne risulta Atom, un robot ipertecnologico, dotato degli stessi ricordi e della stessa personalità di Tobio. Proprio lo stesso padre, però, accortosi che Atom in realtà non potrà mai sostituire il figlio morto, per la sua impossibilità di crescere, essendo un robot e non un bambino vero, lo vende ad un circo.
Più tardi, il Professor Ochanomizu, nuovo ministro della scienza, lo prende con sé e lo adotta. Il professore, inoltre, lo dota di potenti armi e di nuovi poteri, dando al robot bambino la capacità di provare emozioni umane.
Il manga conobbe subito una notevole popolarità e contribuì a lanciare Tezuka nell'olimpo dei grandi autori di fumetti. L'opera vendette all'incirca 100 milioni di copie, ed ebbe un'ampia diffusione in Giappone, influenzando profondamente una nuova generazione di autori di fumetti, cresciuti con le storie di Tezuka. Il celebre regista Stanley Kubrick, grande ammiratore di Tezuka e del fumetto in questione, dopo aver letto le avventure di Atom, invitò il fumettista a collaborare per lui nel film 2001: Odissea nello spazio, ma Tezuka rifiutò conoscendo il carattere spocchioso del regista sul set. Per il fumetto di Astro Boy, Tezuka ottenne i complimenti da Walt Disney in persona, che si disse affascinato dal personaggio di Atom.
Nel 1963, dal manga fu tratta una serie animata di culto, considerata la prima vera e propria serie anime della storia, avendo avuto per prima le caratteristiche peculiari della produzione animata giapponese. Un remake ne fu tratto nel 1980.

### La principessa Zaffiro
Nel 1953, con l'opera La principessa Zaffiro, Osamu Tezuka creò uno dei primi esempi di shōjo manga, ovvero quel tipo di manga destinato soprattutto ad un pubblico femminile. Nel 1967 ne fu tratto un anime di successo.
Il manga ha avuto quattro diverse trasposizioni cartacee:
- La prima fu pubblicata tra il 1953 e il 1956, e segue la storia originale, che vede la principessa Zaffiro, nascondere al mondo la sua vera natura di donna e fingersi maschio per ereditare il trono visto che, nel regno fatato in cui la trama si ambienta, vige la lex salica. Vari problemi porteranno alla luce la vera identità della principessa la quale, con l'aiuto del suo animo forte, dovrà combattere contro mille avversità.
- La seconda fu pubblicata tra il 1958 e il 1959, e segue le vicende dei figli di Zaffiro, due gemelli, uno maschio e uno femmina, chiamati Sapphire e Frantz.
- La terza serie fu pubblicata tra il 1963 e il 1966, ed è in parte una riscrittura della serie originale.
- La quarta e ultima serie, pubblicata tra il 1967 e il 1968, vira di più verso una trama ed ambientazione fantascientifica.

### Budda
Il manga Budda, pubblicato nel 1972 sulla rivista per ragazzi Kibo no Tomo, rappresenta un'altra opera importante di Osamu Tezuka. Il fumetto divenne una delle opere più lunghe disegnate dall'autore, il quale la portò a termine dopo ben undici anni di lavoro. In Italia la serie venne pubblicata in 14 volumi dalla Hazard Edizioni, dal 1999 al 2002.
Il fumetto è ispirato alla vita di Gautama Buddha, con l'aggiunta di vari elementi avventurosi o fantastici, spesso anche comici. Per poter illustrare in maniera precisa la situazione contraddittoria del sistema indiano delle caste, Tezuka inserì nell'opera vari personaggi inventati.
In questo manga, Tezuka s'impegnò a dar vita a un Bildungsroman (romanzo di formazione) in cui la condizione degli esseri umani e i valori del buddismo fossero saldamente legati tra loro.

### Black Jack
Nel 1973, la casa editrice Akita Shoten pubblicò il manga Black Jack, spesso considerato il fumetto preferito dai fan di Tezuka. In Italia, la serie giunse nel 1995, con una raccolta di episodi stampata dalla allora casa editrice Dynamic Italia.
La serie venne poi interamente pubblicata in 25 volumi dalla Hazard Edizioni a partire dal 2002. Dal manga, nel 1993 furono tratti 10 OAV diretti da Osamu Dezaki, che nel 1996 diresse anche il film La sindrome di Moira, quindi nel 2004 è stato tratto un anime televisivo di 61 episodi, prodotto dalla Tezuka Production per la regia di Makoto Tezuka, figlio dell'autore scomparso.
Nel 2011 fu tratta dal manga una versione live action come film TV con Masaki Okada nel ruolo del personaggio protagonista.
Il fumetto segue le vicende di un medico senza licenza, conosciuto con il nome di Black Jack, il quale risulta essere un chirurgo dalla straordinaria abilità che gli permette di curare malattie considerate incurabili da tutti gli altri medici. Questo lo rende molto ricercato da chiunque abbia un problema di natura medica, che nessun dottore riesce a curare. Sebbene spesso si dimostri scontroso, avaro e taccagno, ha in realtà un cuore d'oro e trova soddisfazione nell'aiutare il prossimo.
Dalla serie furono tratti tre film:
1. Black Jack - La sindrome di Moira (ブラック・ジャック劇場版?, Burakku Jakku gekijōban, lett. "Black Jack - il film")
2. Black Jack/Heian sento (ブラック・ジャック/平安遷都?, Burakku Jakku/Heian sento, lett. "Black Jack/Capitale Heian")
3. Black Jack futari no kuroi isha (ブラック・ジャック ふたりの黒い医者?, Burakku Jakku futari no kuroi isha, lett. "Black Jack - I due medici oscuri")

### La storia dei tre Adolf
Nel 1983, Osamu Tezuka scrisse e disegnò La storia dei tre Adolf, un manga pubblicato in Giappone fino al 1985 dalla rivista Shukan Bunshun.
Il manga è considerato da molti il suo capolavoro, nonché la sua opera più ambiziosa e matura, nella quale il fumettista ripercorre uno degli eventi più drammatici della storia dell'umanità: la seconda guerra mondiale e le vicende legate al razzismo del popolo tedesco nei confronti di quello ebraico.
Il fumetto segue in parallelo le vicende di tre persone chiamate Adolf: Adolf Kamil, un ragazzo ebreo, Adolf Kaufmann, un ragazzo tedesco e Adolf Hitler, il famigerato dittatore conosciuto col titolo di Führer. Nel tracciare la personalità dei tre protagonisti l'autore crea uomini veri i cui drammi, paure, passioni e contraddizioni donano loro vita generando psicologie verosimili e profondamente complesse.  Nelle vicende che vedono protagonista Adolf Kaufmann, trova la sua rappresentazione il tema portante dell'opera tutta: la stupidità e l'insensata violenza connaturate agli uomini, qui simboleggiate dalla follia nazista, che annienta le aspirazioni alla pace e all'amore di altri uomini. La condanna della guerra e degli odi razziali diviene così, per estensione, condanna del lato più oscuro della natura umana che inspiegabilmente prevale. Ma Tezuka non si limita a considerare ingenuamente il razzismo come qualcosa che viene da fuori: l'odio nei confronti degli altri uomini è dentro ognuno di noi, nessuno ne è immune, per questo motivo assistiamo a personaggi prima ritenuti buoni, cambiare improvvisamente e comportarsi come i criminali che tanto avevano condannato.
Nel fumetto si scopre che Adolf Hitler ha in realtà origini ebree. La cosa potrebbe non essere stata inventata da Tezuka stesso. Difatti, esiste una teoria mai del tutto confermata che vedrebbe il nonno paterno di Hitler avere discendenza ebraica.
Il fumetto fu pubblicato in Italia tre volte, nel 1998, nel 2003 e nel 2010, dalla Hazard Edizioni, in 5 volumi. Per questa edizione la Hazard ricevette, nel 1997, il Premio Oesterheld «per aver favorito la comprensione e la conoscenza tra i popoli».

### La Fenice
La Fenice è il manga a cui Osamu Tezuka lavorò tutta la vita; una versione prototipo fu scritta e disegnata nel 1956, il primo volume uscì ufficialmente nel 1967, e l'opera in generale rimase incompiuta, a causa del decesso dell'autore.
Le tematiche affrontate nel manga spaziano per dodici cicli: l'Alba, il Futuro, Yamato, l'Universo, il Mito, la Resurrezione, il Manto di piume, la Nostalgia, la Guerra civile, la Vita, gli Esseri Fantastici, il Sole. L'opera consta di 12 libri, divisi in 16 volumi:
- Il libro dell'alba
- Il libro del futuro
- Il libro di Yamato
- Il libro dell'universo
- Il libro del mito
- Il libro della resurrezione
- Il libro della nostalgia
- Il libro della guerra civile
- Il libro della vita
- Il libro degli esseri fantastici
- Il libro del sole
- Le origini (Prequel 1956)

## Carriera come animatore

### Nascita della Mushi Production
Nel 1961 Osamu Tezuka fondò la Mushi Production, uno studio di animazione giapponese destinato a fare epoca. Fu di importanza vitale per la storia dell'anime, avendo gettato, con la produzione della serie animata di Astro Boy del 1963, le basi dell'intera industria dell'animazione giapponese moderna.
La decisione di dedicarsi all'animazione in modo indipendente, nacque in Tezuka dopo il successo riscosso dal suo primo film diretto, Saiyūki del 1960, prodotto dalla Toei Doga.
L'anno dopo fondò lo studio, che inizialmente aveva il nome di Tezuka Osamu Productions Doga-bu, e nel 1962, dopo averlo ribattezzato Mushi Production, produsse, insieme al neonato studio, l'anime Aru machikado no monogatari, opera prima della Mushi. Il mediometraggio animato vinse la prima edizione dell'Ofuji Award.
Lo studio ottenne il primo grande successo con l'anime di Astro Boy, e nel 1965 produsse la prima serie animata a colori della storia dell'anime, Kimba il leone bianco. A questa seguirono, nel 1967, The Monkey e La principessa Zaffiro, che non riscossero però il successo sperato. L'ostinazione di Tezuka a voler produrre anime a colori, quando la maggior parte della popolazione giapponese possedeva una televisione in bianco e nero, innalzò inutilmente i costi di produzione e portò la Mushi in perdita.

### Le mille e una notte
Nel 1969, sotto contratto con la Nippon Herald, una casa di distribuzione cinematografica, Tezuka realizzò uno dei suoi progetti animati più ambiziosi: il kolossal animato Sen'ya Ichiya Monogatari (Le mille e una notte), tratto dalla celebre raccolta di novelle orientali Le mille e una notte. Il lungometraggio segna l'inizio di un nuovo genere dell'animazione giapponese, conosciuto con il nome di animerama, ovvero un tipo di anime destinato esclusivamente ad un pubblico adulto, comprendente un contenuto altamente erotico, e dallo stile grafico molto sperimentale, influenzato dalla pop art. La Mushi Production, a cavallo degli anni 60-70, era specializzata anche in questo tipo di produzioni.
Il film, diretto da Eiichi Yamamoto, aveva una durata complessiva di ben 143 minuti, contava 120.000 disegni, e per la sua realizzazione furono coinvolte 800 persone. Riscosse un grande successo al botteghino. L'incasso fu di circa tre volte i costi di produzione, ma siccome per contratto solo un terzo fu destinato alla Mushi, quest'ultima registrò un ennesimo passivo di bilancio. La Herald, che al contrario se ne era uscita decisamente bene, commissionò alla Mushi un nuovo animerama.

### Cleopatra
Fu così che l'anno dopo, nel 1970, uscì Kureopatora (Cleopatra), diretto da Tezuka stesso in collaborazione con Eiichi Yamamoto. Il film aveva un contenuto erotico maggiormente esplicito rispetto al precedente film, e si rivelò anche più costoso da produrre.
Quando uscì nelle sale, riscosse un successo inferiore rispetto al precedente animerama.

### L'abbandono della Mushi e la nascita della Tezuka Productions
I rapporti di Tezuka con la Mushi erano già incrinati da tempo, da quando lo studio decise di produrre la prima serie non tratta da un'opera del fondatore. Fu così che nel 1971, Tezuka decise di abbandonare la Mushi, la quale fallì nel 1973, dopo aver prodotto il terzo animerama per la Nippon Herald, il capolavoro Kanashimi no Belladonna alla cui realizzazione Tezuka non prese parte.
Nel 1968, Tezuka aveva fondato, a Tokyo, una nuova società: la Tezuka Productions. Avendo rotto i ponti con la Mushi, Tezuka decise quindi di dedicarsi esclusivamente al nuovo studio di animazione, la cui prima opera importante fu la serie Fushigi na Melmo, conosciuta in Italia come I bon bon magici di Lilly (1971-1972).
Altre opere degne di nota del nuovo studio furono:
- Capitan Jet (1977-1978)
- Le avventure di Bandar (1978)
- Astro Boy; serie remake dell'originale prodotta tra il 1980 e il 1981
- Kimba, il leone bianco; serie remake dell'originale, conosciuta come "Le nuove avventure di Kimba, il leone bianco" e prodotta tra il 1989 e il 1990
- In principio: Storie dalla Bibbia (1992)
- Astro Boy; serie remake prodotta tra il 2003 e il 2004
- Black Jack (2004-2006)

## Vita privata
Suo figlio Makoto Tezuka è un regista di film e anime e scrittore, scrivendo anche un libro in cui raccontava il suo punto personale di vista per la vicenda di Kimba e Il Re Leone. 
Tezuka è stato il mentore di famosissimi autori di manga, come Shōtarō Ishinomori e Gō Nagai.
Si divertiva a collezionare insetti, si interessava di entomologia, era un fan di Walt Disney e un amante del baseball.
Stanley Kubrick era un suo ammiratore, tanto da averlo invitato a collaborare a 2001: Odissea nello spazio per gli elementi visivi. Tezuka avrebbe però cortesemente declinato per via del carattere inverosimilmente spocchioso per il quale Kubrick era noto sul set.
Era un agnostico, ma fu seppellito in un cimitero buddista a Tokyo.
Venne nominato in suo onore l'asteroide 3998 Tezuka, scoperto da Takuo Kojima proprio nell'anno della morte del mangaka.

## Museo

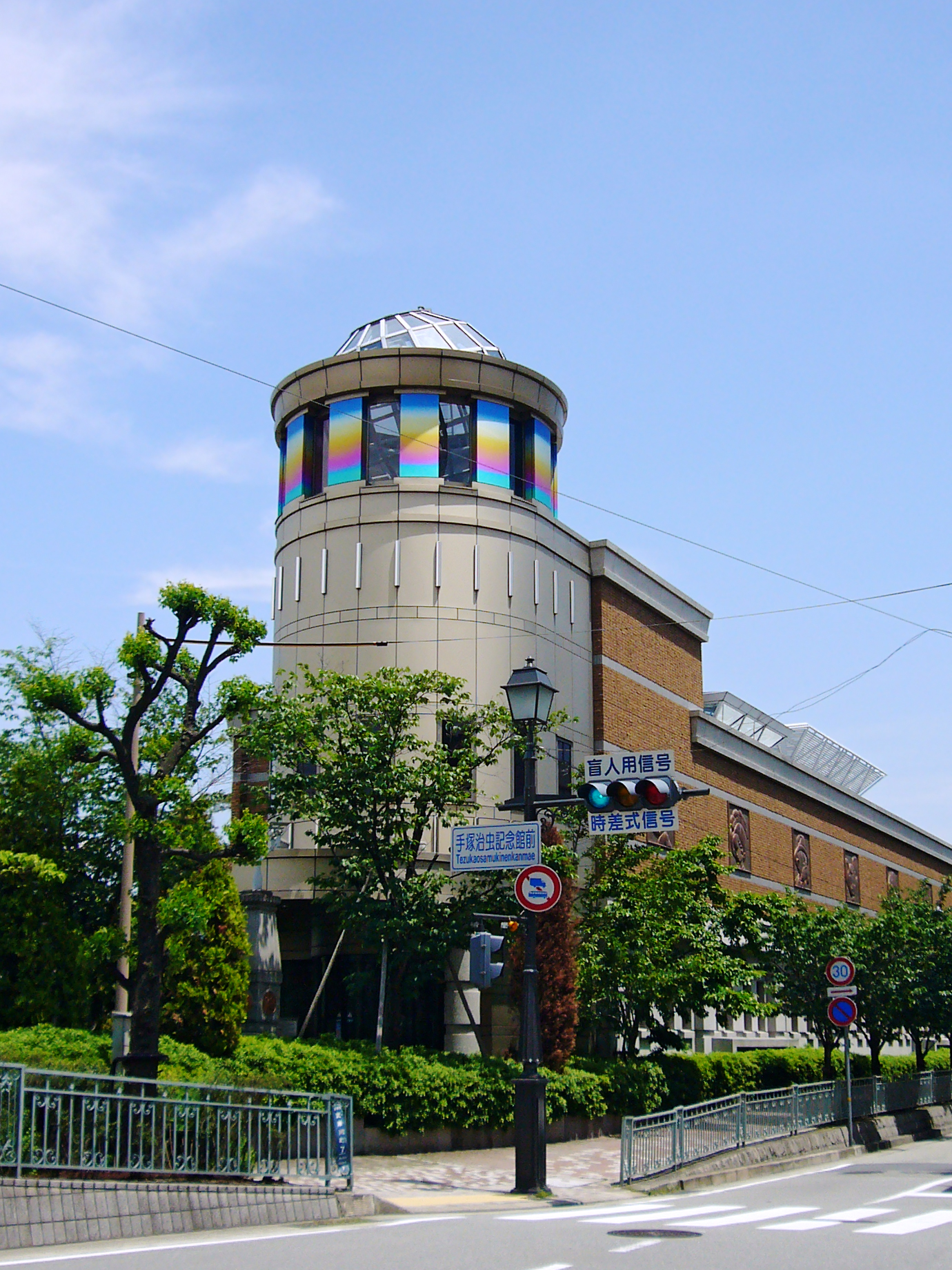
Osamu Tezuka Manga Museum a Takarazuka, Giappone

L'Osamu Tezuka Memorial Hall (Takarazuka's Tezuka Osamu Memorial Hall) fu inaugurato il 25 aprile 1994. Si presenta come un grande edificio a tre piani.
Nel piano interrato, si tiene un corso di animazione, nel quale i visitatori possono creare le proprie animazioni. Si trovano inoltre, un modellino della città di Takarazuka, e una replica del tavolo sul quale Tezuka creava le proprie opere.
Nel pianterreno, sulla via che precede l'entrata dell'edificio, si trovano imitazioni dei piedi e delle mani di vari personaggi delle opere di Tezuka, in perfetto stile "walk of fame". All'interno, nella Hall principale, si trovano vari articoli ispirati al mondo de La principessa Zaffiro.
Nel primo piano ci sono varie mostre e una libreria di manga consultabile, comprendente cinquecento opere di Tezuka (sono presenti varie edizioni). Si trovano inoltre una video libreria e un atrio con decorazioni ispirate a Kimba, il leone bianco.
Importante presenza, è anche una rappresentazione in vetro del pianeta terra, basata su un libro scritto da Tezuka durante la sua infanzia, dal titolo "La nostra terra di Vetro".

## Premi
- 1958 Premio Shogakukan per i manga per Manga Seminar on Biology e Biiko-chan
- 1975 Bungeishunjū manga Award
- 1975 Japan Cartoonists Association Award — Special Award
- 1977 Premio Kodansha per i manga per Black Jack e The Three-Eyed One
- 1980 Inkpot Award, San Diego Comic-Con
- 1983 Premio Shogakukan per i manga per Il bisturi e la spada
- 1984 Animafest Zagreb Gran Premio per Jumping
- 1985 Hiroshima International Animation Festival per Onboro-Film
- 1986 Premio Kodansha per i manga per La storia dei tre Adolf
- 1989 Nihon SF Taisho Award - Special Award
- 1989 Ordine del Sacro Tesoro, classe terza (postumo)
- 2004 Eisner Award per Budda (voll. 1–2)
- 2005 Eisner Award per Budda (voll. 3–4)
- 2009 Eisner Award per Dororo

La casa editrice Shūeisha, ha dedicato all'autore un concorso per esordienti mangaka chiamato "Premio Tezuka".

## Manga realizzati
- La nuova isola del tesoro (1947)
- Kenjū tenshi (1949)
- Metropolis (1949)
- Kimba, il leone bianco (1950)
- Astro Boy (1952)
- Pinocchio (1952)
- La principessa Zaffiro (1953)
- Kirihito (1966)
- Dororo (1967)
- La Fenice (1967)
- Sul fondo del cielo e altri racconti (1968-70)
- Alabaster (1970)
- I bon bon magici di Lilly (1970)
- La cronaca degli insetti umani (1970)
- Ayako (1972)
- Budda (1972)
- Barbara (1973)
- Black Jack (1973)
- Shumari (1974)
- MW (1976)
- Unico (1976)
- Don Dracula (1979)
- La storia dei tre Adolf (1983)
- Joe e il capitano (?)

## Filmografia parziale
Di seguito sono stati selezionati alcuni dei lungometraggi animati prodotti da Osamu Tezuka o tratti dalle sue opere.
- Saiyūki (1960)
- Arabian Nights: Sinbad the Sailor (1962)
- Doggie March (1963)
- Astro Boy: The Brave in Space (1964)
- Ningyo (1964)
- Le mille e una notte (千夜一夜物語?, Senya Ichiya Monogatari) (1969)
- Cleopatra (クレオパトラ?, Kureopatora) (1970)
- The Fantastic Adventure of Unico 1 (1981)
- The Fantastic Adventure of Unico 2 (1983)
- Broken Down Film (1985)
- Muramasa (1987)